# 1943: The Battle of Midway
1943: The Battle of Midway (1943 ミッドウェイ海戦?, 1943: Midway Kaisen) è uno sparatutto a scorrimento verticale sviluppato nel 1987 da Capcom, seguito di 1942.
Nel 1988 uscirono anche conversioni per numerosi home computer, edite da Go!, un'etichetta di U.S. Gold. Capcom lo pubblicò anche per Nintendo Entertainment System; la versione per Famicom ha il titolo cambiato in 1943: The Battle of Valhalla. Il gioco è inoltre contenuto in diverse raccolte per macchine più moderne come Capcom Classics Collection.
Non va confuso con il suo seguito 1943 Kai: Midway Kaisen, che più che un seguito è una versione aggiornata, o con 1943: One Year After per Commodore 64, un seguito non ufficiale di 1942, di scarsa qualità.

## Trama
Il videogioco è ambientato nell'Oceano Pacifico durante la seconda guerra mondiale. Gli eventi descritti rievocano la Battaglia delle Midway combattuta nel 1942 nei pressi dell'Atollo di Midway. Nell'ultima delle sedici missioni il nemico finale da distruggere è la corazzata Yamato.

## Modalità di gioco
Come in 1942 il giocatore controlla l'aereo "Super Ace", un P-38 Lightning. Questa volta è disponibile anche la modalità a due giocatori in cooperazione simultanea, modalità tuttavia non presente nelle conversioni NES, Amiga e Atari ST.
I controlli non sono differenti dal titolo precedente, in quanto è anche qui contemplata la possibilità di effettuare il looping. Sono presenti numerosi power-up, il cui tipo può essere cambiato se gli si spara prima di raccoglierli. Anche qui uno dei power-up permette di catturare due aerei nemici, piazzandoli quindi a fianco dell'aereo del giocatore e facendo dunque in modo che sparino insieme a esso. Sono stati introdotti i punti ferita, ma c'è una vita soltanto, con una barra d'energia che torna piena a ogni livello completato.
Il gioco si sviluppa lungo 16 livelli, 14 dei quali presentano un boss (una nave da battaglia, un bombardiere o una portaerei). I livelli in cui alla fine si combatte contro una portaerei o contro  una corazzata sono divisi in due parti: una ad alta quota in cui ci si avvicina all'obiettivo e una a bassa quota che comprende l'attacco al boss.
In alcune versioni arcade non è possibile continuare il gioco nell'ultimo livello con un nuovo credito se si perde l'unica vita a disposizione.

## Conversioni
Nella versione per NES, che presenta 24 livelli anziché 16, all'inizio del gioco è possibile configurare le statistiche del velivolo.  In altre versioni invece manca il looping e ci sono più vite.

## Colonna sonora
Musiche ed effetti sonori della versione arcade si devono a Yoshihiro Sakaguchi e in minor misura a Junko Tamiya, Manami Matsumae, Harumi Fujita.